# Diecezja Kasongo
Diecezja Kasongo – diecezja rzymskokatolicka  w Demokratycznej Republice Konga. Powstała w 1952 jako wikariat apostolski. Diecezja od 1959.

## Biskupi diecezjalni
- Richard Cleire, † (1952 – 1963)
- Noël Mala † (1963 – 1964)
- Timothée Pirigisha Mukombe † (1966 – 1990)
- Christophe Munzihirwa Mwene Ngabo, S.J. † (1990–1995 ])
- Théophile Kaboy Ruboneka (1995 – 2009)
- Placide Lubamba, od 2014